# Vincent Guillon
Pour les articles homonymes, voir Guillon (homonymie).
Vincent Guillon est un ingénieur du son et un monteur son français.

## Filmographie (sélection)

### Cinéma
- 1997 : Assassin(s) de Mathieu Kassovitz
- 2000 : Une affaire de goût de Bernard Rapp
- 2000 : Love Me de Laetitia Masson
- 2003 : Fanfan la Tulipe de Gérard Krawczyk
- 2004 : Ne quittez pas ! d'Arthur Joffé
- 2004 : Arsène Lupin de Jean-Paul Salomé
- 2004 : Là-haut, un roi au-dessus des nuages de Pierre Schoendoerffer
- 2005 : La Trahison de Philippe Faucon
- 2005 : La vie est à nous ! de Gérard Krawczyk
- 2006 : Je pense à vous de Pascal Bonitzer
- 2007 : Trois amis de Michel Boujenah
- 2008 : Le Grand Alibi de Pascal Bonitzer
- 2008 : Andalucia d'Alain Gomis
- 2008 : Les Femmes de l'ombre de Jean-Paul Salomé
- 2009 : Chicas de Yasmina Reza
- 2010 : Des hommes et des dieux de Xavier Beauvois
- 2011 : Des vents contraires de Jalil Lespert
- 2011 : Les Femmes du 6e étage de Philippe Le Guay
- 2012 : Les Saveurs du palais de Christian Vincent
- 2012 : Paris-Manhattan de Sophie Lellouche
- 2013 : L'Autre Vie de Richard Kemp de Germinal Alvarez
- 2013 : Alceste à bicyclette de Philippe Le Guay
- 2013 : Aujourd'hui d'Alain Gomis
- 2014 : Bodybuilder de Roschdy Zem
- 2014 : Yves Saint Laurent de Jalil Lespert
- 2015 : Je suis à vous tout de suite de Baya Kasmi
- 2015 : Floride de Philippe Le Guay
- 2016 : Chocolat de Roschdy Zem
- 2017 : Django d'Étienne Comar

### Télévision
- 2016-2017 : Le Bureau des légendes (10 épisodes)

## Distinctions

### Nominations
- César du meilleur son
  - en 2011 pour Des hommes et des dieux
  - en 2017 pour Chocolat